# Ptinus japonicus
Ptinus japonicus là một loài bọ cánh cứng trong họ Ptinidae. Loài này được Reitter miêu tả khoa học năm 1877.